# زیردریایی کلاس دلفینن
سابمارین کلاس دلفینن (به انگلیسی: Delfinen-class submarine) یک کلاس از زیردریایی است که طول آن ۵۳٫۹ متر (۱۷۶ فوت ۱۰ اینچ) می‌باشد.